# Фріціс Розіньш
Фріціс Розіньш (латис. Fricis Roziņš; 7 (19) березня 1870 — 7 травня 1919) — латиський революціонер, марксист, видавець соціал-демократичної літератури, журналіст, публіцист.
Один із засновників Комуністичної партії Латвії та творців латиської марксистської преси. Очолював уряд Республіки Ісколату в 1917—1918 роках, а також обіймав посаду комісара землеробства в уряді радянської Латвії 1919 року.

## Біографія
Від 1891 року вивчав медицину в Юріївському університеті, втім 1894 був відрахований за революційну діяльність. Того ж року його статті почали друкувати у газетах. 1896 року відновився в університеті на факультеті права, проте вже влітку 1897 був заарештований за участь в антиурядовій діяльності. У вересні того ж року його звільнили з в'язниці в Лієпаї під домашній арешт.
1899 року емігрував до Англії та став професійним революціонером (партійний псевдонім «Козерог» (Āzis)). Був організатором і редактором латиських соціал-демократичних журналів. Став одним із засновників журналу «Latviešu Strādnieks» («Латиський робітник», 1899—1900), пізніше «Sociāldemokrats» («Соціал-демократ», 1900—1905), ще згодом журналу «Sociāldemokrāts» (1900—1905), серії книг «Бібліотека соціал-демократів» (1900—1906).
Брав участь у створенні Латвійської соціал-демократичної робітничої партії, був членом її Центрального комітету. Від листопада 1905 року провадив роботу в Латвії, керував партійним друком. Був делегатом 5-го з'їзду РСДРП (1907). 1908 року його знову заарештували та засудили до каторги; 1913 — заслали до Східного Сибіру, звідки він утік до США. Був редактором латиської соціал-демократичної газети «Робітник», що перебувала на більшовицьких позиціях.
У жовтні 1917 року повернувся до Латвії, де у грудні став головою Виконавчого комітету Ради робочих, солдатських і безземельних депутатів Латвії (Ісколату) — першого радянського уряду Латвії.
Був членом Установчих зборів від Ліфляндської губернії. У березні 1918 року обійняв посаду заступника народного комісара національностей РРФСР; був членом Президії ВЦВК. 1919 року очолив народний комісаріат землеробства в уряді радянської Латвії.
Є автором праць з питань марксистської філософії, міжнародного робітничого руху, аграрних відносин у Латвії.
Розіньш був одним з найбільш освічених й інтелігентних латиських більшовиків, але при цьому з доволі націоналістичними поглядами, за що його критикували всередині партії.
Вперше переклав латиською мовою та видав 1900 року «Маніфест комуністичної партії» Карла Маркса та Фрідріха Енгельса.
Помер через пневмонію. Похований у Ризі на Братському цвинтарі.